# Asobi asobase
Asobi asobase (あそびあそばせ?) è un manga scritto e disegnato da Rin Suzukawa, pubblicato online da Hakusensha dal 26 giugno 2015 all'11 novembre 2022. Un adattamento anime, prodotto da Lerche, è stato trasmesso in Giappone tra l'8 luglio e il 23 settembre 2018.

## Trama
La serie è incentrata su Hanako, Olivia e Kasumi, tre studentesse del secondo anno di una scuola media femminile; sono gli unici membri del "Club di che se la spassa", un club non ufficialmente riconosciuto. Questo club ha degli obiettivi molto ambigui, di solito costituiti da cosiddetti "passatempi" che vengono in mente alle ragazze.

## Media

### Manga
Il manga, scritto e disegnato da Rin Suzukawa, è stato serializzato online sul sito web Young Animal Densi di Hakusensha dal 26 giugno 2015. È stato poi trasferito sul sito Manga Park sempre di Hakusensha il 1º agosto 2017. Il manga è stato anche serializzato sulla rivista Young Animal a partire dal 25 novembre 2016. La serie si è conclusa l'11 novembre 2022. Quindici volumi tankōbon sono stati pubblicati tra il 29 febbraio 2016 e il 29 novembre 2022.

#### Volumi
| Nº | Data di prima pubblicazione                | Data di prima pubblicazione                                                 | Data di prima pubblicazione |
| Nº | Giapponese                                 | Giapponese                                                                  |                             |
| -- | ------------------------------------------ | --------------------------------------------------------------------------- | --------------------------- |
| 1  | 29 febbraio 2016                           | ISBN 978-4-592-14179-2                                                      |                             |
| 2  | 29 agosto 2016                             | ISBN 978-4-592-14180-8                                                      |                             |
| 3  | 28 febbraio 2017                           | ISBN 978-4-592-14708-4                                                      |                             |
| 4  | 29 agosto 2017                             | ISBN 978-4-592-14709-1                                                      |                             |
| 5  | 26 gennaio 2018                            | ISBN 978-4-592-14710-7                                                      |                             |
| 6  | 29 giugno 2018                             | ISBN 978-4-592-16126-4                                                      |                             |
| 7  | 26 dicembre 2018 (ed. regolare & limitata) | ISBN 978-4-59-216127-1 (ed. regolare) ISBN 978-4-59-210522-0 (ed. limitata) |                             |
| 8  | 29 agosto 2019                             | ISBN 978-4-59-216128-8                                                      |                             |
| 9  | 28 febbraio 2020                           | ISBN 978-4-59-216129-5                                                      |                             |
| 10 | 28 agosto 2020                             | ISBN 978-4-59-216130-1                                                      |                             |
| 11 | 26 febbraio 2021                           | ISBN 978-4-59-216196-7                                                      |                             |
| 12 | 29 luglio 2021                             | ISBN 978-4-59-216197-4                                                      |                             |
| 13 | 28 gennaio 2022                            | ISBN 978-4-59-216198-1                                                      |                             |
| 14 | 29 novembre 2022                           | ISBN 978-4-59-216199-8                                                      |                             |
| 15 | 29 novembre 2022                           | ISBN 978-4-59-216200-1                                                      |                             |

### Anime
Annunciato il 26 gennaio 2018 su Young Animal, un adattamento anime, prodotto da Lerche e diretto da Seiji Kishi, è andato in onda dall'8 luglio al 23 settembre 2018. La composizione della serie è stata affidata a Yūko Kakihara, mentre la colonna sonora è stata composta da Masato Kōda. Le sigle di apertura e chiusura sono rispettivamente Suripisu (スリピス?) e Inkyainparusu (インキャインパルス?), entrambe interpretate dalle doppiatrici Hina Kino, Rika Nagae e Konomi Kohara. In tutto il mondo, ad eccezione dell'Asia, gli episodi sono stati trasmessi in streaming in simulcast, anche coi sottotitoli in lingua italiana, da Crunchyroll.

#### Episodi
| Nº | Titolo italiano Giapponese 「Kanji」 - Rōmaji | In onda           | In onda |
| Nº | Titolo italiano Giapponese 「Kanji」 - Rōmaji | Giapponese        |         |
| 1  | Scambio equivalente 「等価交換」 - Tōka kōkanTrucchetti 「チープなスリル」 - Chīpu na suriruQuelli che se la spassano 「遊び人」 - AsobininIl pervertito gentile 「優しい変態」 - Yasashii hentai                                                                         | 8 luglio 2018     |         |
| 2  | Passare il tempo 「暇つぶし」 - HimatsubushiIl gioco dell'amicizia 「友情ゲーム」 - Yūjō gēmuIl processo alle streghe 「魔女裁判」 - Majo saibanPartita amichevole 「ノンタイトルマッチ」 - Non taitoru matchi                                                            | 15 luglio 2018    |         |
| 3  | Una battaglia che deve essere vinta 「絶対に負けられない戦い」 - Zettai ni makerarenai tatakaiMarionetta 「操り人形」 - Ayatsuri ningyō「不法占拠」 - Fuhō senkyoCi scommetto la vita 「命懸け」 - Inochigake                                                             | 22 luglio 2018    |         |
| 4  | Raggi laser dalle parti basse 「下半身からビーム」 - Kahanshin kara bīmuIl bue e l'asino 「目クソ鼻クソ」 - Me kuso hana kusoLavoro illegale 「不法占拠」 - Fuhō senkyoGiochi col sedere 「尻遊び」 - Shiri asobi                                                         | 29 luglio 2018    |         |
| 5  | Gusto diabolico 「悪魔的センス」 - Akuma-teki sensuDomande tendenziose 「誘導尋問」 - Yūdō jinmonLa maledizione di Maeda 「前多の呪い」 - Maeda no noroiEducazione sessuale 「性教育」 - Seikyōiku                                                                        | 5 agosto 2018     |         |
| 6  | Asterisco 「アスタリスク」 - AsutarisukuStudiando per gli esami 「テスト勉強」 - Tesuto benkyōNuovo look 「イメチェン」 - ImechenSpirito combattivo, il ritorno 「激闘、再び」 - Gekitō, futatabi                                                                         | 12 agosto 2018    |         |
| 7  | Ladri fantasma: lo Spassoclub 「怪盗・あそ研」 - Kaitō: AsokenDonna del terrore 「恐怖の女」 - Kyōfu no onnaModalità svitate "on" 「電波でGO」 - Denpa de goTragedia tettonica 「おっぱいの悲劇」 - Oppai no higeki                                                       | 19 agosto 2018    |         |
| 8  | Gotta "Catch" 'em All! 「バイキン、ゲットだぜ」 - Baikin, getto da zeRivelazione divina 「神の啓示」 - Kami no keijiIl sugoroku malvagio 「魔のスゴロク」 - Ma no sugoroku                                                                                                | 26 agosto 2018    |         |
| 9  | I problemi di una falsa straniera 「エセ外国人の悩み」 - Ese gaikokujin no nayamiDutch Wife 「ダッチなワイフ」 - Datchi na waifuIngegneria genetica 「遺伝子操作」 - Idenshi sōsa                                                                                         | 2 settembre 2018  |         |
| 10 | Il cuore fa boing boing boing 「心がぴょんぴょん」 - Kokoro ga pyon pyonIl processo della vergogna di Hanako 「華子のハレンチ裁判」 - Hanako no harenchi saibanIl segreto del Dong 「ティンPOの秘密」 - TinPO no himitsuProduzione di un film 「映画制作」 - Eiga seisaku | 9 settembre 2018  |         |
| 11 | Addio, presidentessa 「さよなら生徒会長」 - Sayonara seito kaichōOkaken Witch Project 「オカケン・ウィッチ・プロジェクト」 - Okaken Witchi PurojekutoIl volto del delitto 「顔面凶器」 - Ganmen kyōki                                                                     | 16 settembre 2018 |         |
| 12 | Daniel 「ダニエル」 - DanieruRiunione sui reggiseni 「ブラ会議」 - Bura kaigiFairy Tail Battle Royale 「メルヘン・バトルロワイヤル」 - Meruhen Batoru RowaiyaruGuerra di carta 「紙のみぞ戦争」 - Kami nomi zo sensō                                                      | 23 settembre 2018 |         |